# Lecionário 1
O Lecionário 1 (designado pela sigla ℓ 1 na classificação de Gregory-Aland) é um antigo manuscrito do Novo Testamento, paleograficamente datado do Século X d.C.. Outrora era conhecido como Códex Colbertinus 700.
Este codex contém lições dos evangelhos, mas com algumas lacunas. Foi escrito em grego, e actualmente se encontra na Biblioteca Nacional da França.